# Poinson-lès-Fayl
Poinson-lès-Fayl és un municipi francès situat al departament de l'Alt Marne i a la regió del Gran Est. L'any 2007 tenia 206 habitants.

## Demografia

### Població
El 2007 la població de fet de Poinson-lès-Fayl era de 206 persones. Hi havia 82 famílies de les quals 22 eren unipersonals (7 homes vivint sols i 15 dones vivint soles), 30 parelles sense fills i 30 parelles amb fills.
La població ha evolucionat segons el següent gràfic:
Habitants censats

### Habitatges
El 2007 hi havia 114 habitatges, 81 eren l'habitatge principal de la família, 18 eren segones residències i 16 estaven desocupats. 113 eren cases i 1 era un apartament. Dels 81 habitatges principals, 67 estaven ocupats pels seus propietaris i 14 estaven llogats i ocupats pels llogaters; 6 tenien dues cambres, 10 en tenien tres, 14 en tenien quatre i 51 en tenien cinc o més. 64 habitatges disposaven pel capbaix d'una plaça de pàrquing. A 33 habitatges hi havia un automòbil i a 37 n'hi havia dos o més.

### Piràmide de població
La piràmide de població per edats i sexe el 2009 era:
| Homes | Edats   | Dones |
| ----- | ------- | ----- |
| 0     | 95 o +  | 0     |
| 0     | 90 a 94 | 0     |
| 4     | 85 a 89 | 8     |
| 0     | 80 a 84 | 8     |
| 4     | 75 a 79 | 4     |
| 0     | 70 a 74 | 4     |
| 4     | 65 a 69 | 8     |
| 0     | 60 a 64 | 0     |
| 12    | 55 a 59 | 4     |
| 0     | 50 a 54 | 8     |
| 12    | 45 a 49 | 8     |
| 4     | 40 a 44 | 8     |
| 0     | 35 a 39 | 0     |
| 20    | 30 a 34 | 12    |
| 8     | 25 a 29 | 4     |
| 8     | 20 a 24 | 0     |
| 8     | 15 a 19 | 4     |
| 0     | 10 a 14 | 4     |
| 0     | 5 a 9   | 12    |
| 8     | 0 a 4   | 4     |

## Economia
El 2007 la població en edat de treballar era de 116 persones, 89 eren actives i 27 eren inactives. Les 89 persones actives estaven ocupades(47 homes i 42 dones).. De les 27 persones inactives 11 estaven jubilades, 8 estaven estudiant i 8 estaven classificades com a «altres inactius».

### Ingressos
El 2009 a Poinson-lès-Fayl hi havia 86 unitats fiscals que integraven 218 persones, la mediana anual d'ingressos fiscals per persona era de 15.696 €.

### Activitats econòmiques
Dels 7 establiments que hi havia el 2007, 1 era d'una empresa extractiva, 1 d'una empresa alimentària i 5 d'empreses de construcció.
Dels 5 establiments de servei als particulars que hi havia el 2009, 2 eren paletes, 2 fusteries i 1 lampisteria.
L'any 2000 a Poinson-lès-Fayl hi havia 9 explotacions agrícoles que ocupaven un total de 552 hectàrees.

## Equipaments sanitaris i escolars
El 2009 hi havia una escola maternal integrada dins d'un grup escolar amb les comunes properes formant una escola dispersa.

## Poblacions més properes
El següent diagrama mostra les poblacions més properes.